# Barrage d'Akkaya
Le barrage de Akkaya (en turc Akkaya barajı) est un barrage en Turquie.

## Sources
- (en) www.dsi.gov.tr/tricold/akkaya.htm Site de l'agence gouvernementale turque des travaux hydrauliques